# Seweryn Boski
Seweryn Boski herbu Jasieńczyk – pisarz ziemski i grodzki czerski w 1665 roku.
Syn Stanisława, żonaty z Maryanna Boglewską i Zofią Minostowską, z pierwszej żony pozostawił syna Feliksa i córki: Krystynę, Ewę, Justynę, Jadwigę i Mariannę.
W 1669 roku był elektorem Michała Korybuta Wiśniowieckiego z ziemi czerskiej. W 1674 roku był elektorem Jana III Sobieskiego z ziemi czerskiej.
Właściciel Białobrzegów, Gór i Osin w 1681 roku. 